# Discourse
Discourse est un logiciel libre pour forum de discussions qui intègre un système de liste de diffusion.
Le projet fut fondé en 2013 par Jeff Atwood, Robin Ward, et Sam Saffron. Discourse a reçu un financement de First Round Capital et Greylock Partners.
Du point de vue de l'usage et de la convivialité, Discourse rompt avec les forums en incluant des fonctionnalités récemment popularisées par les grands réseaux sociaux, telles que le défilement infini, les mises à jour en direct, la prévisualisation de liens, et le glisser-déposer des pièces jointes. Cependant, les objectifs du projet sont d'ordre social plutôt que technique, et visent à améliorer les discussions en ligne grâce à l'amélioration des logiciels de forum.
Discourse utilise, ce qu'il nomme un « système immunitaire », pour se protéger des spams, des trolls et des mauvais acteurs.
Discourse supporte la fédération au sein du Fediverse, via le protocole ActivityPub, grâce au plugin ActivityPub-plugin.
L'application, qui est publiée sous licence publique générale GNU version 2, est écrite en JavaScript et Ruby on Rails. PostgreSQL est le système de gestion de base. Il utilise également l'environnement de développement Ember.js.

## Utilisations

### Communautés du logiciel libre
En 2021, de nombreuses communautés de tailles et de natures diverses utilisent Discourse. Quelques exemples incluent
les développeurs d'applications externes pour Twitter[source secondaire nécessaire],
les développeurs d'extensions pour Mozilla,, la communauté de l'environnement de bureau GNOME,, ainsi que celle de l'environnement de bureau KDE, après un premier test fructeux, la communauté Rust et le Parti pirate, la cartographie libre OpenStreetMap, ainsi que sa branche française.

### Institutionnel
Au niveau institutionnel, le service public de gestion des données électroniques de France, Etalab utilise également Discourse pour son propre forum.
L'Organisation européenne pour la recherche nucléaire (CERN), l'utilise également comme principal forum, pour différents services, tels que son service CERN openlab et son service de recherche sur les SoC.